# نگی سون
ناحیه تین گیا (به لاتین: Tĩnh Gia District) یک منطقهٔ مسکونی در ویتنام است که در شمال ساحل مرکزی واقع شده‌است.

## خصوصیات
ناحیه تین گیا ۴۵۷ کیلومترمربع مساحت و ۲۲۵٬۲۴۶ نفر جمعیت دارد.